# Montville
Montville is een gemeente in het Franse departement Seine-Maritime (regio Normandië) en telt 4558 inwoners (2004). De plaats maakt deel uit van het arrondissement Rouen.

## Geografie
De oppervlakte van Montville bedraagt 10,8 km², de bevolkingsdichtheid is 422,0 inwoners per km².

## Verkeer en vervoer
In de gemeente ligt spoorwegstation Montville.
De onderstaande kaart toont de ligging van Montville met de belangrijkste infrastructuur en aangrenzende gemeenten.

## Demografie
Onderstaande figuur toont het verloop van het inwonertal (bron: INSEE-tellingen).